# Smith & Wesson Модель 659
Smith & Wesson Модель 659 — самозарядний пістолет другого покоління пістолетів компанії Smith & Wesson. Пістолет було розроблено в 1982 році під набій 9×19 мм Парабелум
Пістолет є варіантом Smith & Wesson Модель 59 з неіржавної сталі.

## Конструкція
Модель 659 є самозарядним пістолетом другого покоління, яку було розроблено на основі пістолета першого покоління Модель 59. Рамка пістолета зроблена з неіржавної сталі. Ударно-спусковий механізм подвійної/одинарної дії. Руків'я чорного кольору з нейлону. Запобіжник має перемикач з обох боків затворної рами, є важіль безпечного спуску курка, також є розмикач магазина. Перші варіанти мали круглу спускову скобу, а важіль спуску курка ліворуч. Пізні моделі отримали квадратну спускову скобу та двосторонні запобіжники. Випускали варіанти з фіксованими та регульованими прицілами. Магазин вміщував 14 набоїв і був дворядним. Фінішна обробка була полірована матова неіржавна сталь.